# Cristinia artheniensis
Cristinia artheniensis är en svampart som beskrevs av Baici & Hjortstam 1984. Cristinia artheniensis ingår i släktet Cristinia och familjen Stephanosporaceae.   Inga underarter finns listade i Catalogue of Life.